# Pterelau
D'acord amb la mitologia grega, Pterelau (en grec Πτερέλαος), va ser un heroi pertanyent a l'estirp de Perseu. Va ser rei de Tafos, fill de Tafi i net de Posidó i d'Hipòtoe. Una altra tradició el fa fill de Posidó i d'Hipòtoe.
Pterelau és conegut per la guerra que el va enfrontar amb Amfitrió. L'origen d'aquesta guerra cal buscar-lo en el moment en què els fills de Pterelau van anar a Micenes, a veure el rei Electrió i a reclamar-li el reialme que havia estat del seu besavi Mèstor (un germà d'Electrió). El rei de Micenes va rebutjar la seva reclamació i els joves, en venjança van robar-li els ramats. Els fills d'Electrió els van desafiar a un combat, i tots van matar-se entre ells, excepte Licini, fill d'Electrió i Everes, fill de Pterelau. Electrió va voler anar a lluitar contra Pterelau, però va morir abans d'iniciar la marxa. Amfitrió, casat amb Alcmena, filla d'Electrió, va organitzar l'expedició contra Pterelau.
Existia un oracle que deia que mentre visqués Pterelau ningú no podria conquerir Tafos, la seva pàtria. Pterelau havia rebut per part de Posidó, el do de la immortalitat, o si més no, seria immortal sempre que conservés un rínxol d'or que li creixia al cap. Pterelau estava segur de la seva victòria, però la seua filla Cometo, enamorada del cabdill enemic, li va tallar el rínxol, cosa que provocà la mort de Pterelau i la caiguda del seu regne.